# Eslovenia en el Festival de la Canción de Eurovisión
Eslovenia ha participado en el Festival de la Canción de Eurovisión desde su debut en 1993. Eslovenia fue uno de los tres primeros países que se adhirieron al festival con la caída de la Unión Soviética y la disolución de Yugoslavia. Desde entonces, el país ha faltado solo en dos ocasiones: en 1994 y en la edición del 2000, ambas por sus malos resultados.
El festival lo retransmite Radiotelevizija Slovenija (RTVSLO) para todo el país. El proceso habitual de selección del intérprete es una gala televisada llamada Evrovizijska Melodija o EMA.
El país nunca ha ganado el festival, siendo su mejor resultado la 7.ª posición conseguida en 1995 con Darja Švajger y en 2001 con Nuša Derenda. Eslovenia es un país con resultados discretos, logrando entrar en el Top 10, además de las dos ya mencionadas ocasiones, en 1997 con Tanja Ribič quien se colocó en 10° lugar. Desde la introducción de las semifinales en 2004, Eslovenia ha clasificado en 8 ocasiones, siendo uno de los países con la mayor cantidad de eliminaciones en semifinales.
Eslovenia promedia una puntuación de 48,33 puntos en sus apariciones en la gran final. Dentro de las votaciones de Eslovenia, destaca el intercambio de puntos del país con los otros países con los que conformaba la República de Yugoslavia, siendo Serbia y Croacia los más beneficiados por Eslovenia. Aun así, Eslovenia se caracteriza por ser el que más se distancia en sus puntuaciones de los países exyugoslavos, habiendo ocasiones en que su máxima puntuación se la ha otorgado a países como Estonia en 2001, Noruega en 2009 y Dinamarca en 2010. Recientemente, Italia también se ha convertido en un país beneficiado por el voto esloveno.

## Historia

### Década de los 90's: Debut y primeras participaciones
Previo a 1993, Eslovenia participó en el Festival de Eurovisión como parte de Yugoslavia en los años 1966, 1967, 1970 y 1975. Eslovenia inició a participar en 1993. En ese año debido a la gran cantidad de países interesados por participar en el festival de Eurovisión, La UER decidió realizar una ronda clasificatoria con los 7 países interesados: Eslovenia, Croacia, Bosnia y Herzegovina, Hungría, Estonia, Eslovaquia y Rumania. La ronda llamada Kvalifikacija za Millstreet («Clasificación para Millstreet») fue realizada en los estudios de la RVTSLO en Liubliana, y Eslovenia logró su pase junto a las otras dos repúblicas ex yugoslavas, con el grupo 1X Band y el tema «Tih deževen dan». A pesar de haber obtenido el primer lugar en la ronda clasificatoria, Eslovenia terminaría en su debut con solo 9 puntos en el 22° lugar.
Debido a la creciente demanda de participación de países en el festival, la UER decidió instaurar un sistema de relegación para decidir los participantes a partir de 1994: Los siete países con los peores resultados del concurso, quedarían relegados de no poder participar al año siguiente. De esta manera, El mal resultado de Eslovenia la relegó en 1994.
Eslovenia regresó a concursar en 1995 de la mejor manera, Darja Švajger con la canción «Prisluhni mi» obtuvo 84 puntos posicionándose 7.ª, lo que se convertiría en uno de los mejores resultados del país. Posteriormente obtendría un 10° lugar Tanja Ribič con «Zbudi se» con 60 puntos en 1997 y en 1999 de nuevo Darja Švajger ahora con la canción en inglés «For a thousand years» lograría el 11° lugar con 50 puntos. 
A pesar de esos buenos resultados, Eslovenia se vería relegada una ocasión más en la edición del 2000, a quedar dos puntos por debajo del corte en el sistema de relegación, debido a los malos resultados obtenidos en 1996 y 1998, donde el país solo logró 16 y 17 puntos, lo que los colocó en 21.ª y 18.ª posición, respectivamente.

### Década de los 2000's: La etapacontemporánea
Después de haber sido relegada en el año 2000, como un deja-vu de la situación del '94 y '95, en 2001 Eslovenia volvió a alcanzar su mejor marca, logrando la 7.ª posición con 70 puntos con una de las favoritas del festival: Nuša Derenda y el tema electrónico «Energy». En 2002 Eslovenia volvería a ser favorita en las apuestas, esta vez con el grupo drag Sestre, aunque solo lograría el 14° lugar con 33 puntos.
A partir de 2003, Eslovenia encadenaría una racha de malos resultados, obteniendo la 23.ª posición en la edición de Riga 2003, y posteriormente le seguirían 3 eliminaciones consecutivas en las primeras tres semifinales del festival, siendo su mejor puesto un 12° lugar con Omar Naber en 2005. La suerte del país cambiaría en 2007, dando la nota en las apuestas con Alenka Gotar y el tema ópera/pop «Cvet z juga» ("Flores del sur") compuesta por Andrej Babić. Alenka consiguió el pase a la final con el 7° lugar y 140 puntos y finalizaría en la gran final con la 15.ª posición con 66 puntos.
En el año 2008, los eslovenos apostaron por una de las cantantes más famosas en su país. Rebeka Dremelj, quien fue eliminada en la primera semifinal, quedando muy cerca del pase con 36 puntos y la 11.ª posición. En 2009 y 2010 Eslovenia regresó a los pésimos resultados, quedando en el 16° lugar (antepenúltimo y penúltimo, respectivamente) de su semifinal.

### Década de los 2010's
Maja Keuc fue la representante elegida para la edición de Düsseldorf 2011, con el tema «Vanilija» ("Vainilla"). Antes de que el festival tuviera lugar, se decidió que el tema se interpretara en inglés y no en esloveno. Por consiguiente, el título de la canción pasó a ser «No One». Con ella se clasificó para la final por primera vez en cuatro años tras obtener el tercer puesto en la semifinal, siendo el mejor resultado esloveno en una semifinal hasta ahora obteniendo 112 puntos y la máxima puntuación de Eslovenia. En la final recibiría 96 puntos, colocándose en 13.ª posición. Destacaría en esta participación el resultado del jurado profesional: un primer lugar en la semifinal con 146 puntos mientras que en la final la colocarían en 4° puesto con 160 puntos, sin embargo el mal resultado en el televoto provocaría la baja en el resultado final.
A pesar del buen resultado de 2011, los siguientes dos años el país regresó a los malos resultados: una eliminación en penúltimo lugar en 2012 con un tema compuesto por el ganador de 2007 Vladimir Graić titulado «Verjamem» ("Creo"). En 2013 Eslovenia firmaría su peor participación con un último lugar con solo 8 puntos con la estrella nacional Hannah Mancini. 
En 2014, Tinkara Kovač, con su tema «Spet (Round and round)» se clasificó a la final en la que quedó en 25.ª y penúltima posición con solo 9 puntos, que se convirtió en la peor participación histórica eslovena en una final. En la edición de Vienna 2015 fue seleccionado el grupo Maraaya con el tema «Here For You», que partió como uno de los grandes favoritos en las semanas previas al concurso. Sin embargo, una vez llegados los ensayos y las semifinales, el grupo cayó posiciones en las casas de apuestas, y aunque logró clasificarse a la final en 5° lugar con 92 puntos, en la final solo conseguiría la 14.ª posición con 39 puntos. 
En 2016, la cantante ManuElla ganaría el EMA con «Blue And Red», que finalmente no consiguió el pase a la final, al terminar en la 14.ª plaza en su semifinal, con 57 puntos. En 2017, Eslovenia también fue eliminada en semifinales cuando Omar Naber, que ya había representado al país en 2005, obtuvo la 17.ª posición en su semifinal con «On My Way». En 2018 consiguió clasificarse a la final con la cantante Lea Sirk y su «Hvala, ne!» donde obtuvo el 22.º lugar con 64 puntos. En la edición de Tel Aviv 2019 consiguió el pase a la final por segunda vez consecutiva con el tema «Sebi» de Zala Kralj & Gašper Šantl, finalizando en su semifinal en el 6° lugar con 167 puntos. En la final obtuvieron 105 puntos para posicionarse en el 15° lugar. 
En 2020, sería elegida en el EMA para participar en la edición de Róterdam la cantante Ana Soklič con la balada en esloveno «Voda» ("Agua") sin embargo, la crisis sanitaria ocasionada por la pandemia por COVID-19 provocó que la Unión Europea de Radiodifusión cancelara por primera vez en 65 años la realización del festival. La RTVSLO decidió seguir la estela de la mayoría de las televisoras y confirmó a Ana Soklič como su representante para la edición de 2021 en mayo de 2020. De esta forma, Eslovenia no realizó el tradicional EMA por primera vez en 8 años. Finalmente Ana Soklič interpretó la balada góspel «Amen» en la primera semifinal, siendo eliminada tras obtener 44 puntos, lo que la colocó en la posición 13. 

### Década de 2020's
En 2022, Eslovenia retomó el EMA como su método de selección, añadiendo una fase previa para jóvenes talentos titulada EMA Freš la cual tuvo lugar durante varias semanas. Finalmente un grupo proveniente del propio EMA Freš resultaría seleccionado como la candidatura eslovena: LPS con «Disko», quienes no crearon tanta expectativa dentro de las semanas previas, terminando en el último lugar general de la competencia con 15 puntos.

## Participaciones
Leyenda
     Ganador
     Segundo puesto
     Tercer puesto
     Cuarto o quinto puesto (Top 5)
     Último puesto
| Año                  | Sede       | Artista                     | Canción (Música / Letra)        | Final              | Pts.               | Semifinal           | Pts.                |
| -------------------- | ---------- | --------------------------- | ------------------------------- | ------------------ | ------------------ | ------------------- | ------------------- |
| 1993                 | Millstreet | 1X Band                     | «Tih deževen dan»               | 22                 | 9                  | 1                   | 54                  |
| No participó en 1994 |            |                             |                                 |                    |                    |                     |                     |
| 1995                 | Dublín     | Darja Švajger               | «Prisluhni mi»                  | 7                  | 84                 | No hubo semifinales | No hubo semifinales |
| 1996                 | Oslo       | Regina                      | «Dan najlepših sanj»            | 21                 | 16                 | 20                  | 30                  |
| 1997                 | Dublín     | Tanja Ribič                 | «Zbudi se»                      | 10                 | 60                 | No hubo semifinales | No hubo semifinales |
| 1998                 | Birmingham | Vili Resnik                 | «Naj bogovi slišijo»            | 18                 | 17                 | No hubo semifinales | No hubo semifinales |
| 1999                 | Jerusalén  | Darja Švajger               | «For a thousand years»          | 11                 | 50                 | No hubo semifinales | No hubo semifinales |
| No participó en 2000 |            |                             |                                 |                    |                    |                     |                     |
| 2001                 | Copenhague | Nuša Derenda                | «Energy»                        | 7                  | 70                 | No hubo semifinales | No hubo semifinales |
| 2002                 | Tallin     | Sestre                      | «Samo ljubezen»                 | 14                 | 33                 | No hubo semifinales | No hubo semifinales |
| 2003                 | Riga       | Karmen Stavec               | «Nanana»                        | 23                 | 7                  | No hubo semifinales | No hubo semifinales |
| 2004                 | Estambul   | Platin                      | «Stay forever»                  | No se clasificó    | No se clasificó    | 21                  | 5                   |
| 2005                 | Kiev       | Omar Naber                  | «Stop»                          | No se clasificó    | No se clasificó    | 12                  | 69                  |
| 2006                 | Atenas     | Anžej Dežan                 | «Mr nobody»                     | No se clasificó    | No se clasificó    | 16                  | 49                  |
| 2007                 | Helsinki   | Alenka Gotar                | «Cvet z juga»                   | 15                 | 66                 | 7                   | 140                 |
| 2008                 | Belgrado   | Rebeka Dremelj              | «Vrag naj vzame»                | No se clasificó    | No se clasificó    | 11                  | 36                  |
| 2009                 | Moscú      | Quartissimo y Martina       | «Love symphony»                 | No se clasificó    | No se clasificó    | 16                  | 14                  |
| 2010                 | Oslo       | Ansambel Žlindra y Kalamari | «Narodnozabavni rock»           | No se clasificó    | No se clasificó    | 16                  | 6                   |
| 2011                 | Düsseldorf | Maja Keuc                   | «No one»                        | 13                 | 96                 | 3                   | 112                 |
| 2012                 | Bakú       | Eva Boto                    | «Verjamem»                      | No se clasificó    | No se clasificó    | 17                  | 31                  |
| 2013                 | Malmö      | Hannah Mancini              | «Straight into love»            | No se clasificó    | No se clasificó    | 16                  | 8                   |
| 2014                 | Copenhague | Tinkara Kovač               | «Round and round»               | 25                 | 9                  | 10                  | 52                  |
| 2015                 | Viena      | Maraaya                     | «Here for you»                  | 14                 | 39                 | 5                   | 92                  |
| 2016                 | Estocolmo  | ManuElla                    | «Blue and red»                  | No se clasificó    | No se clasificó    | 14                  | 57                  |
| 2017                 | Kiev       | Omar Naber                  | «On my way»                     | No se clasificó    | No se clasificó    | 17                  | 36                  |
| 2018                 | Lisboa     | Lea Sirk                    | «Hvala, ne!»                    | 22                 | 64                 | 8                   | 132                 |
| 2019                 | Tel Aviv   | Zala Kralj & Gašper Šantl   | «Sebi»                          | 15                 | 105                | 6                   | 167                 |
| 2020                 | Róterdam   | Ana Soklič                  | «Voda»                          | Festival cancelado | Festival cancelado | Festival cancelado  | Festival cancelado  |
| 2021                 | Róterdam   | Ana Soklič                  | «Amen»                          | No se clasificó    | No se clasificó    | 13                  | 44                  |
| 2022                 | Turín      | LPS                         | «Disko»                         | No se clasificó    | No se clasificó    | 17                  | 15                  |
| 2023                 | Liverpool  | Joker Out                   | «Carpe Diem»                    | 21                 | 78                 | 5                   | 103                 |
| 2024                 | Malmö      | Raiven                      | «Veronika»                      | 23                 | 27                 | 9                   | 51                  |
| 2025                 | Basilea    | Klemen                      | «How Much Time Do We Have Left» | No se clasificó    | No se clasificó    | 13                  | 23                  |

## Votación de Eslovenia
Hasta 2025, la votación de Eslovenia ha sido:
| Más puntos otorgados solo en la gran final | Más puntos otorgados solo en la gran final | Más puntos otorgados solo en la gran final |
| Pos.                                       | País                                       | Puntos                                     |
| ------------------------------------------ | ------------------------------------------ | ------------------------------------------ |
| 1                                          | Italia                                     | 163                                        |
| 2                                          | Croacia                                    | 155                                        |
| 3                                          | Suecia                                     | 148                                        |
| 4                                          | Serbia                                     | 144                                        |
| 5                                          | Bosnia y Herzegovina                       | 100                                        |

| Más puntos otorgados en semifinales y final | Más puntos otorgados en semifinales y final | Más puntos otorgados en semifinales y final |
| Pos.                                        | País                                        | Puntos                                      |
| ------------------------------------------- | ------------------------------------------- | ------------------------------------------- |
| 1                                           | Croacia                                     | 277                                         |
| 2                                           | Serbia                                      | 240                                         |
| 3                                           | Suecia                                      | 214                                         |
| 4                                           | Ucrania                                     | 174                                         |
| 5                                           | Italia                                      | 163                                         |

| Más puntos recibidos solo en la final | Más puntos recibidos solo en la final | Más puntos recibidos solo en la final |
| Pos.                                  | País                                  | Puntos                                |
| ------------------------------------- | ------------------------------------- | ------------------------------------- |
| 1                                     | Croacia                               | 118                                   |
| 2                                     | Bosnia y Herzegovina                  | 61                                    |
| 3                                     | Serbia                                | 60                                    |
| 4                                     | Rusia                                 | 35                                    |
| 5                                     | Macedonia del Norte                   | 33                                    |
| 5                                     | Polonia                               | 33                                    |

| Más puntos recibidos en semifinales y final | Más puntos recibidos en semifinales y final | Más puntos recibidos en semifinales y final |
| Pos.                                        | País                                        | Puntos                                      |
| ------------------------------------------- | ------------------------------------------- | ------------------------------------------- |
| 1                                           | Croacia                                     | 206                                         |
| 2                                           | Serbia                                      | 129                                         |
| 3                                           | Bosnia y Herzegovina                        | 110                                         |
| 4                                           | Polonia                                     | 101                                         |
| 5                                           | Montenegro                                  | 91                                          |

## 12 Puntos
- Eslovenia ha dado 12 puntos a:

### Final (1993 - 2003)
| Año                  | País                 | Año  | País    | Año                  | País                 | Año  | País    |
| -------------------- | -------------------- | ---- | ------- | -------------------- | -------------------- | ---- | ------- |
| 1993                 | Irlanda              | 1996 | Irlanda | 1999                 | Croacia              | 2002 | Croacia |
| No participó en 1994 | No participó en 1994 | 1997 | Rusia   | No participó en 2000 | No participó en 2000 | 2003 | Rusia   |
| 1995                 | Croacia              | 1998 | Croacia | 2001                 | Estonia              |      |         |

| Año  | País                 | Año  | País                 |
| ---- | -------------------- | ---- | -------------------- |
| 2004 | Serbia y Montenegro  | 2010 | Croacia              |
| 2005 | Croacia              | 2011 | Bosnia y Herzegovina |
| 2006 | Bosnia y Herzegovina | 2012 | Serbia               |
| 2007 | Serbia               | 2013 | Ucrania              |
| 2008 | Bosnia y Herzegovina | 2014 | Macedonia (ARY)      |
| 2009 | Serbia               | 2015 | Suecia               |

| Año  | Jurado          | Televoto | Conjunto |
| ---- | --------------- | -------- | -------- |
| 2016 | Bélgica         | Serbia   | Bélgica  |
| 2017 | Australia       | Portugal | Portugal |
| 2018 | Suecia          | Serbia   | Noruega  |
| 2019 | República Checa | Serbia   | Serbia   |
| 2021 | Chipre          | Croacia  | Croacia  |
| 2022 | Lituania        | Croacia  | Croacia  |
| 2023 | Sin jurado      | Albania  | Albania  |
| 2024 | Sin jurado      | Croacia  | Croacia  |
| 2025 | Sin jurado      | Croacia  | Croacia  |

| Año  | País                 | Año  | País                 |
| ---- | -------------------- | ---- | -------------------- |
| 2004 | Serbia y Montenegro  | 2010 | Dinamarca            |
| 2005 | Croacia              | 2011 | Bosnia y Herzegovina |
| 2006 | Bosnia y Herzegovina | 2012 | Serbia               |
| 2007 | Serbia               | 2013 | Dinamarca            |
| 2008 | Serbia               | 2014 | Austria              |
| 2009 | Noruega              | 2015 | Suecia               |

| Año  | Jurado          | Televoto            | Conjunto |
| ---- | --------------- | ------------------- | -------- |
| 2016 | Ucrania         | Serbia              | Ucrania  |
| 2017 | Portugal        | Croacia             | Portugal |
| 2018 | Suecia          | Serbia              | Chipre   |
| 2019 | República Checa | Macedonia del Norte | Italia   |
| 2021 | Italia          | Serbia              | Italia   |
| 2022 | Italia          | Serbia              | Ucrania  |
| 2023 | Italia          | Croacia             | Italia   |
| 2024 | Francia         | Croacia             | Francia  |
| 2025 | Italia          | Italia              | Italia   |

## Galería de imágenes
|                                 |
| Alenka Gotar en Helsinki (2007) |

|                                   |
| Rebeka Dremelj en Belgrado (2008) |

|                                                       |
| Ansambel Roka Žlindre junto a Kalamari en Oslo (2010) |

|                         |
| Eva Boto en Bakú (2012) |

|                                |
| Hannah Mancini en Malmö (2013) |

|                                    |
| Tinkara Kovač en Copenhague (2014) |

|                         |
| Maraaya en Viena (2015) |

|                              |
| ManuElla en Estocolmo (2016) |

|                           |
| Omar Naber en Kiev (2017) |

|                           |
| Lea Sirk en Lisboa (2018) |

|                                              |
| Zala Kralj & Gašper Šantl en Tel Aviv (2019) |

|                               |
| Ana Soklič en Róterdam (2021) |

|                     |
| LPS en Turín (2022) |

|                               |
| Joker Out en Liverpool (2023) |

|                        |
| Raiven en Malmö (2024) |

- Datos: Q506214
- Multimedia: Slovenia in the Eurovision Song Contest / Q506214